# クロドメール

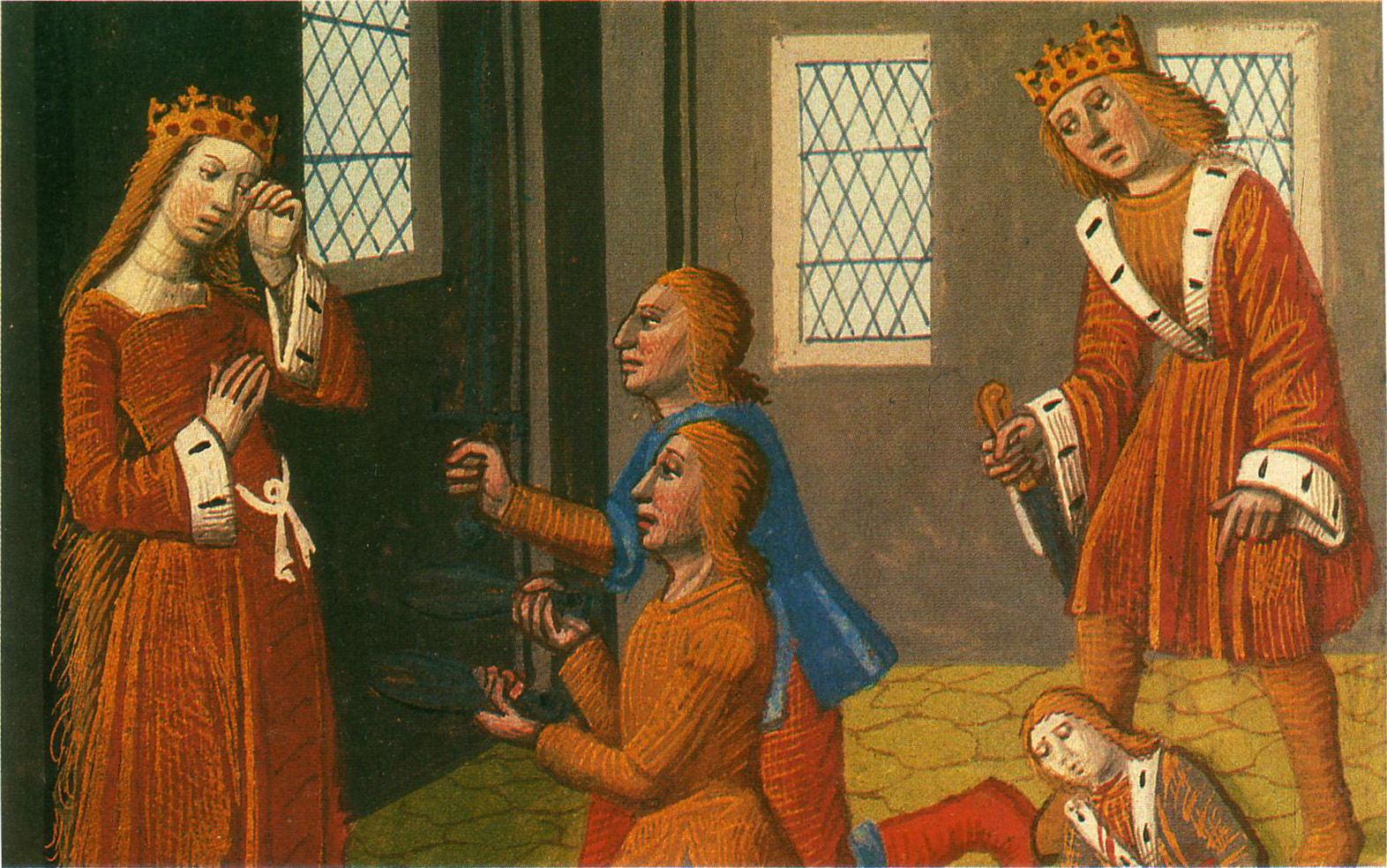
叔父たちの手にかけられるクロドメールの息子たち

クロドメール（Chlodomer）またはクロドミル（Clodomir、495年頃 - 524年6月21日）は、フランク王クローヴィス1世とその王妃クロティルデの間の次男（父にとっては三男）。オルレアン王（在位：511年 - 524年）。

## 生涯
511年に父が死ぬと、3人の兄弟たちとともに遺領を分割相続し、かつてシアグリウスの治めていた旧ソワソン管区の領域に相当するオルレアン王国を受け継いだ。領土にはトゥール、ポワチエ、オルレアンの3つの司教区を含んでいた。ブルグント王子ゴデギセルの孫娘で又従妹にあたるグンテウカと結婚し、妻との間にテオドバルド（Theodebald）、グンタール（Gunthar）、クロドアルド（Clodoald）の3人の息子をもうけた。
523年頃、おそらくは母クロティルデの教唆により、2人の同母弟たちとともにブルグント王ジギスムントの領土に侵攻した。クロドメールはジギスムントとその妻子を捕えてオルレアンに連行し、524年5月1日に捕虜となったブルグント王一家を処刑した。異母兄テウデリク1世はジギスムントの娘を妻としていたが、クロドメールら異母弟たちの味方についた。ジギスムントの弟ゴドマール2世が東ゴート王テオドリック（ジギスムントの岳父）から与えられた東ゴート人の軍隊を率いて反撃に出た際、6月25日のヴェズロンスの戦いでこれと戦って討死した。
死後、未亡人となったグンテウカは夫の末弟クロタール1世と再婚し、3人の遺児たちはパリの祖母クロティルデの宮廷に引き取られた。しかし領土的な野心からキルデベルト1世とクロタール1世は兄の遺児の存在を疎ましく思い、彼らを殺害しようとした。10歳の長男テオドバルドと7歳の次男グンタールは継父クロタール1世によって殺されたが、幼い末息子クロドアルドは逃がされて生き残り、後に聖職者となった。クロドアルドは560年9月7日に38歳で亡くなった。クロドアルドの死により、クロドメール直系の血統は絶えた。
オルレアン王国はキルデベルトとクロタールの間で均等に分割された。